# Birch Motor Cars
Birch Motor Cars war ein US-amerikanischer Hersteller von Automobilen.

## Unternehmensgeschichte
Das Unternehmen wurde 1916 als Abteilung des Birch Motor College gegründet. Der Sitz war in Chicago in Illinois. 1916 begann die Produktion von Automobilen. Der Markenname lautete Birch. Besonderheit war der Verkauf auf dem Postweg. Den Zusammenbau der Fahrzeuge übernahmen größtenteils andere Automobilhersteller wie Crow-Elkhart und Seneca Motorcar Company. 1923 endete die Produktion.

## Fahrzeuge
Viele Teile wurden zugekauft. Dazu gehörten die Motoren, die von Beaver Manufacturing Company, Herschell-Spillman, LeRoi Company, Lycoming und Supreme Motors Corporation kamen.
1916 gab es nur den Four. Er hatte einen Vierzylindermotor. Er war mit 19,6 PS angegeben. Der Radstand betrug 290 cm. Die einzige Ausführung Model 32 war ein Tourenwagen.
1917 ergänzte die Ausführung Model 28 als Roadster das Sortiment.
1918 wurden beide Model 35 genannt. In dem Jahr kam mit dem Six als Model 45 ein Modell mit einem Sechszylindermotor dazu. Er war mit 21,6 HP angegeben. Das Fahrgestell hatte 295 cm Radstand. Einzige Karosserieform war ein Tourenwagen.
1919 änderten sich die Bezeichnungen, weil die Namen Four und Six entfielen. Das Model 30 war ein neues, kleines Modell mit 274 cm Radstand. Sein Vierzylindermotor war mit 14,4 PS angegeben. Er war nur als Tourenwagen erhältlich. Das Model 36 war der Nachfolger des Four Model 35. Der Motor blieb unverändert, aber der Radstand wurde auf 292 cm verlängert. Zur Wahl standen Chummy Roadster und Tourenwagen. Das Model 45 entsprach motorisch dem vorherigen Six Model 45, allerdings mit 292 cm Radstand.
1920 änderte sich die Berechnungsweise der PS. Das Model 30 war nun mit 30 PS angegeben. Das Model 40 mit 40-PS-Motor ersetzte das Model 36, zudem war der Radstand auf 297 cm verlängert worden. Topmodell war das Model 6-45, in dessen Bezeichnung sich der Sechszylindermotor und die 45 PS Motorleistung wiederfinden. Der Radstand blieb bei 292 cm. Alle drei Modelle waren Tourenwagen.
Von 1921 bis 1922 gab es nur zwei Modelle. Sie hatten den gleichen Radstand von 297 cm. Das Model 44 hatte einen Vierzylindermotor mit 37 PS Leistung, während das Model 66 einen Sechszylindermotor mit 57 PS hatte. Beide waren als fünfsitziger Tourenwagen, dreisitziger Roadster, viersitziger Sport und siebensitzige Limousine erhältlich.
1923 bestand das Sortiment zwar ebenfalls aus zwei Modellen. Sie hatten aber wenig gemeinsam mit den Vorjahresmodellen. Beide hatten Vierzylindermotoren. Das Model 23-45 war mit 28 PS das schwächere, aber mit 290 cm Radstand das längere Modell. Zur Wahl standen fünfsitziger Tourenwagen, dreisitziger Roadster, viersitziger Sport und siebensitzige Limousine. Das Model 305 leistete 39 PS und hatte einen Radstand von 274 cm. Genannt sind fünfsitziger Tourenwagen und zweisitziger Roadster.

## Modellübersicht
| Jahr      | Modell      | Ausführung | Zylinder | Leistung (PS) | Radstand (cm) | Aufbau                                                                  |
| --------- | ----------- | ---------- | -------- | ------------- | ------------- | ----------------------------------------------------------------------- |
| 1916      | Four        | Model 32   | 4        | 19,6          | 290           | Tourenwagen                                                             |
| 1917      | Four        | Model 28   | 4        | 19,6          | 290           | Roadster                                                                |
| 1917      | Four        | Model 32   | 4        | 19,6          | 290           | Tourenwagen                                                             |
| 1918      | Four        | Model 35   | 4        | 19,6          | 290           | Tourenwagen, Roadster                                                   |
| 1918      | Six         | Model 45   | 6        | 21,6          | 295           | Tourenwagen                                                             |
| 1919      | Model 30    |            | 4        | 14,4          | 274           | Tourenwagen                                                             |
| 1919      | Model 36    |            | 4        | 19,6          | 292           | Chummy Roadster, Tourenwagen                                            |
| 1919      | Model 45    |            | 6        | 21,6          | 292           | Tourenwagen                                                             |
| 1920      | Model 30    |            | 4        | 30            | 274           | Tourenwagen                                                             |
| 1920      | Model 40    |            | 4        | 40            | 297           | Tourenwagen                                                             |
| 1920      | Model 6-45  |            | 6        | 445           | 292           | Tourenwagen                                                             |
| 1921–1922 | Model 44    |            | 4        | 37            | 297           | Tourenwagen 5-sitzig, Roadster 3-sitzig, Sport 4-sitzig, Sedan 7-sitzig |
| 1921–1922 | Model 66    |            | 6        | 57            | 297           | Tourenwagen 5-sitzig, Roadster 3-sitzig, Sport 4-sitzig, Sedan 7-sitzig |
| 1923      | Model 23-45 |            | 4        | 28            | 290           | Tourenwagen 5-sitzig, Roadster 3-sitzig, Sport 4-sitzig, Sedan 5-sitzig |
| 1923      | Model 305   |            | 4        | 39            | 274           | Tourenwagen 5-sitzig, Roadster 2-sitzig                                 |